# الفهرست (ابن ندیم)
کتاب الفهرست یا الفهرست، نوشتهٔ محمد ابن اسحاق ابن ندیم است. این کتاب در سال ۳۷۷ ه‍. ق تألیف شده‌است. این کتاب جامع‌ترین اثر در حوزه کتابشناسی عمومی در چهار سده نخست هجری است، که فهرستی از کلیه کتبی که تا آن زمان به زبان عربی نگاشته شده و شرح حال مؤلفانش را دربردارد. این کتاب به مثابه دانشنامه ای از تاریخ، فرهنگ، ادبیات و مذهب از پیش از اسلام تا زمان مؤلف است.
این کتاب را فهرسُ العلوم نیز نامیده‌اند.

## زمان تألیف
این کتاب در سال ۳۷۷ هـ. ق تألیف شده‌است و احتمالاً پس از آن نیز ابن ندیم اطلاعاتی را بر آن افزود.

## بخش‌ها
مؤلف، الفهرست را در ده مقاله اصلی تألیف کرده‌است، و هر مقاله به بخش‌هایی فرعی با عنوان فن تقسیم می‌شود. ده مقاله اصلی از این قرار است:
1. کتب مقدس مسلمانان، مسیحیان و یهودیان؛
2. نحو و لغت (زبانشناسی)
3. تاریخ و انساب
4. شعر و شاعران
5. علم کلام و متکلمان
6. فقه، حدیث، فقها و محدثان
7. فلسفه و علوم قدیم
8. افسانه، سحر و جادو
9. مذاهب و ادیان غیرالهی
10. کیمیا[۱]

## محتوا
ابن ندیم علاوه بر معرفی کتاب‌های عربی و شرح حال نویسندگان آن به بررسی و نقد اقوال پیشینیان و اظهار نظر دربارهٔ کتاب‌ها و انتساب آن‌ها به نویسندگانشان نیز پرداخته‌است. در خصوص تحریرهای مختلف یک کتاب و وثاقت نویسندگان آن‌ها اظهار نظر کرده‌است. همچنین از دانشمندانی یاد کرده که صاحب تألیف نبوده‌اند. البته به برخی از نویسندگان مشهور نظیر یعقوبی اشاره‌ای نکرده‌است.
کتاب دربردارنده اطلاعاتی دربارهٔ میزان اشعار شعرای عرب است که در جای دیگری یافت نمی‌شود و نیز دربارهٔ خوارج و فقهایشان اطلاعات منحصربفردی دارد. اطلاعات ارائه‌شده دربارهٔ تاریخ نهضت ترجمه و نیز متکلمان معتزله، فلاسفه و اطبا بسیار ارزشمند است، به طوری که اطلاعات ارائه شده دربارهٔ آن‌ها در کتاب «طبقات الاطباء و الحکماء» که توسط ابن جلجل در همان سال ۳۷۷ هـ. ق نگاشته شده، به پای الفهرست نمی‌رسد. مطالب این کتاب برآنچه در آثار پیش از وی و بلکه پس از وی آمده‌است، برتری دارد.
همچنین، این کتاب مرجع بسیار درخوری است در مورد آیین مانی و ادیان غیرتوحیدی است و از مهم‌ترین منابع شناخت مانویان است. کتاب، دربرگیرندهٔ اطلاعاتِ گسترده‌ای است دربارهٔ کتاب‌ها و خطوطِ دورهٔ ساسانی است.

## مآخذ الفهرست
ابن ندیم برای تألیف این کتاب از مآخذ و منابع گسترده و متعددی بهره برده‌است از تفسیر تورات، یادداشت‌های مؤلفان، اظهارات شفاهی افراد آگاه، اطلاعات بومیان مناطق مورد بحث و نظرات علمای ادیان و مذاهب، منجمان و کیمیاگران استفاده کرده‌است و به کتابخانه‌های بغداد و موصل دسترسی داشته‌است. هرچند برخی از اطلاعات ارائه شده در الفهرست در منابع متقدم نیز آمده‌است، اما بسیاری از اطلاعات آن منحصربفرد است.

## نسخه‌ها
مطالب نسخه‌های مختلف کتاب الفهرست دارای اختلافات چشمگیر و اساسی است. در برخی مطالبی آمده که در دیگر نسخه‌ها نشانی از آن‌ها نیست. ممکن است، خود ابن ندیم مطالبی را به نسخه‌های متأخرتر کتاب افزوده باشد. همچنین محتمل است ناسخان بعدی بخصوص به جهت ستیز با معتزله مطالبی را در برخی نسخ تغییر داده باشند. برخی محققان نظیر هلموت ریتر و یوهان فوک معتقدند، ابن ندیم، خود دو نسخه مختلف از کتاب نگاشته‌است که یکی حاوی ده مقاله و دیگری تنها دربردارنده چهار مقاله آخر است. اما، محتمل است که ناسخ معروف به نسخه «کوپریلی»، تنها به چهار مقاله آخر و بخشی از مقاله نخست دسترسی داشته‌است و در نتیجه کتاب ناقصی را تولید کرده‌است. اما تا کشف منابع یا نسخه‌های جدیدتری دربارهٔ الفهرست در این خصوص نمی‌توان با اطمینان نظر داد.
| نسخه               | کاتب                               | سال کتابت | محل نگهداری                  | کشور    | ایالت        | شهر      | مجموعه/تملک                     | شماره بازیابی | نسخه مادر/مشابه          | شامل                                                      |
| ------------------ | ---------------------------------- | --------- | ---------------------------- | ------- | ------------ | -------- | ------------------------------- | ------------- | ------------------------ | --------------------------------------------------------- |
| چستربیتی           | -                                  | -         | کتابخانه چستربیتی            | ایرلند  | لینستر       | دوبلین   | چستر بیتی                       | 3315          | نسخه اصل                 | شامل ۴ مقاله اول و ابتدای فن ۱ مقاله ۵ (تا النّاشئ الکبیر) |
| شهید علی پاشا      | -                                  | -         | کتابخانه سلیمانیه            | ترکیه   | استانبول     | استانبول | شهید علی پاشا                   | 1934          | نسخه اصل                 | از اواخر فن ۱ مقاله ۵ (از الواسطیّ) تا آخر                 |
| سعیدیه             | خضر بن عبدالله                     | -         | کتابخانه سعیدیه              | هند     | راجستان      | تونک     | -                               | 1554          | نسخه اصل                 | پراکنده از اواسط فن ۳ مقاله ۳ تا اواسط فن ۱ مقاله ۷       |
| کوپرولو ۱          | یوسف بن مهنّا بن منصور              | 600       | کتابخانه کوپرولو             | ترکیه   | استانبول     | استانبول | فاضل احمد پاشا                  | 1135          | -                        | شامل ۴ مقاله آخر و فن ۱ مقاله ۱                           |
| پاریس ۱            | -                                  | 627       | کتابخانه ملی فرانسه          | فرانسه  | ایل-دو-فرانس | پاریس    | -                               | Ar. 4457      | -                        | شامل ۴ مقاله اول                                          |
| لیدن ۱             | -                                  | -         | کتابخانه دانشگاه لیدن        | هلند    | هلند جنوبی   | لیدن     | -                               | Or. 1221      | کوپرولو ۱                | شامل ۴ مقاله آخر                                          |
| لیدن ۲             | -                                  | -         | کتابخانه دانشگاه لیدن        | هلند    | هلند جنوبی   | لیدن     | -                               | Or. 14(16)    | لیدن ۱                   | بخش هایی از مقاله ۷، مقاله ۹ و مقاله ۱۰                   |
| کوپرولو ۲          | -                                  | -         | کتابخانه کوپرولو             | ترکیه   | استانبول     | استانبول | فاضل احمد پاشا                  | 1134          | علی پاشا، کوپرولو ۱      | از اواخر فن ۱ مقاله ۵ (از الواسطیّ) تا آخر، فن ۱ مقاله ۱   |
| وین ۱              | -                                  | -         | کتابخانه وین                 | اتریش   | وین          | وین      | -                               | 33            | کوپرولو ۲                | از اواخر فن ۱ مقاله ۵ (از الواسطیّ) تا آخر                 |
| وین ۲              | -                                  | -         | کتابخانه وین                 | اتریش   | وین          | وین      | -                               | 34            | کوپرولو ۱                | شامل فن ۱ مقاله ۱، بخشی از مقاله ۷، مقالات ۸ تا ۱۰        |
| محمدیه             | -                                  | -         | کتابخانه مدرسه محمدیه        | هند     | مهاراشترا    | بمبئی    | -                               | AM 580        | -                        | -                                                         |
| تیموریه            | -                                  | -         | دارالکتب المصریه             | مصر     | قاهره        | قاهره    | خزانه تیموریه (احمد تیمور پاشا) | 110           | -                        | -                                                         |
| عارف حکمت          | ابومحمد حسین بن محمد کوتاهیوی      | 1093      | کتابخانه ملک عبدالعزیز       | عربستان | مدینه        | مدینه    | کتابخانه عارف حکمت              | 488           | کوپرولو ۱، علی پاشا      | شامل ۱۰ مقاله                                             |
| پاریس ۲            | احمد مصری                          | 1281      | کتابخانه ملی فرانسه          | فرانسه  | ایل-دو-فرانس | پاریس    | -                               | Ar. 4458      | کوپرولو ۲                | از فن ۵ مقاله ۵ تا آخر                                    |
| طنجه               | مصطفی بن علی                       | 1327      | کتابخانه عبدالله کنون        | مراکش   | تطوان        | طنجه     | -                               | -             | نسخه چاپی فلوگل          | -                                                         |
| موزه ملی عراق      | شیخ محمد سماوی                     | 1336      | موزه ملی عراق                | عراق    | بغداد        | بغداد    | کتابخانه اوقاف                  | 784           | -                        | -                                                         |
| کتابخانه ملی ایران | عبدالله بن محمد حسن هشترودی تبریزی | 1338      | کتابخانه ملی ایران           | ایران   | تهران        | تهران    | ابوعبدالله زنجانی               | 21320         | -                        | -                                                         |
| دانشگاه تهران      | مجتبی ابن عیسی موسوی غروی          | 1349      | کتابخانه مرکزی دانشگاه تهران | ایران   | تهران        | تهران    | -                               | 6266          | کتابخانه ملی ایران       | -                                                         |
| آستان قدس          | احمد بن محمدرضا حسینی صفائی        | 1353      | کتابخانه آستان قدس رضوی      | ایران   | خراسان رضوی  | مشهد     | -                               | 20910         | نسخه چاپی فلوگل، تیموریه | -                                                         |

## چاپ‌ها
الفهرست در دوران جدید، نخستین بار توسط گوستاو فلوگل تصحیح شد و در ۱۸۷۱–۱۸۷۲ میلادی در لایپزیگ به چاپ رسید، اما این چاپ بخصوص در بخش معتزله افتادگی دارد. الفهرست بار دیگر در ۱۳۴۸ در قاهره چاپ شد و سپس نسخه کاملی از آن توسط رضا تجدد در سال ۱۳۵۰ میلادی در تهران چاپ شد. تجدد برای این منظور از نسخه‌های چستربیتی و شهیدعلی پاشا بهره گرفت. ترجمه انگلیسی کتاب در ۱۹۷۰ بایارد داج در نیویورک چاپ شد. چاپ دیگری از این کتاب توسط ایمن فؤاد سید چاپ شده است.

## ترجمهٔ فارسی
محمدرضا تجدد در سال ۱۳۴۶ شمسی این کتاب را به فارسی برگرداند و چاپخانه بانک بازرگانی ایران آن را منتشر کرد.

## الگوبرداری و بهره‌گیری
نویسندگانی از شیوه الفهرست استفاده یا الگوبرداری کرده یا الحاقاتی بر آن نگاشته‌اند. شیخ طوسی (ف. ۴۶۰ ق) در الفهرست خود و نجاشی (ف. ۴۵۰ ق) در کتاب رجالی اش از الفهرست بهره‌برداری کرده‌اند. این دو اثر به رجال حدیث و کتب شیعه اثنی عشری اختصاص دارد.
همچنین، در سده‌های ششم و هفتم هجری ابن شهرآشوب، یاقوت حموی، ابن نجار، قفطی، ادریسی، ابن ابی اصیبعه و برخی دیگر از این کتاب نام برده یا از آن بهره جسته‌اند.